# Tifone Tip
Il tifone Tip (anche supertifone Tip) è stato il più vasto e intenso, in termini di pressione minima, ciclone tropicale mai registrato. Fu la diciannovesima tempesta tropicale, il dodicesimo tifone e il terzo supertifone del 1979. Tip sviluppò la perturbazione monsonica il 4 ottobre 1979 vicino all'isola di Pohnpei (Stati Federati di Micronesia). 
Inizialmente una tempesta tropicale situata a nordest sembrò ostacolare la formazione del ciclone, ma spostandosi verso nord Tip fu in grado di aumentare la sua forza. Dopo aver superato l'isola di Guam, la depressione subì un rapido approfondimento, con venti che raggiungevano i 306 km/h e, il 12 ottobre 1979, fu registrata una pressione atmosferica record a livello del mare di 870 mbar. È considerato anche il più grande ciclone tropicale della storia, con un diametro di 2.220 km. Lentamente indebolitosi, continuò il suo percorso verso nord-ovest; alla fine deviò verso nord-est a causa dell'influenza di una incipiente depressione. Il tifone approdò sulle coste del sud del Giappone il 19 ottobre 1979 e di lì a breve venne declassato a ciclone extratropicale.
La US Air Force Reconnaissance volò nel tifone 60 volte per osservare il più vicino possibile il suo comportamento; questo fece di Tip anche il ciclone tropicale più osservato di tutti i tempi.
Le precipitazioni provenienti dal tifone causarono la rottura degli argini del campo di addestramento dello United States Marine Corps presso la prefettura di Kanagawa, causando la morte di 13 marine e il ferimento di 68. Inoltre nel paese una devastante alluvione causò la morte di 44 persone, di cui 2 disperse in mare.

## Cronologia meteorologica
All'interno del monsone si svilupparono tre flussi di circolazione depressionaria che si estesero dalle Filippine alle isole Marshall. Inoltre, il 3 ottobre 1979 a sud-est dell'isola di Guam si formò una perturbazione che successivamente, unendosi al monsone, formò a sud di Pohnpei quello che di lì a poco venne chiamato il supertifone Tip. Forti flussi provenienti dall'equatore vennero attirati all'interno della circolazione di Roger, impedendo inizialmente la formazione di una significativa depressione della perturbazione che sarebbe poi divenuta Tip. Nonostante lo schema meteorologico poco favorevole alla formazione di cicloni tropicali, la perturbazione situata vicino a Pohnpei gradualmente si organizzò, iniziando a muoversi in direzione ovest. A causa di un vastissimo schema circolatorio situato nella tempesta tropicale Roger, la perturbazione tropicale si mosse erraticamente e lentamente, formando un occhio ciclonico situato a sud-est a breve distanza dell'isola di Chuuk. Un volo della Reconnaissance Aircraft organizzò una missione all'interno del sistema in data 4 ottobre 1979 allo scopo di confermare l'esistenza di una circolazione depressionaria di basso livello, individuata dal Joint Typhoon Warning Center all'alba del 5 ottobre, 1979 ed emanando immediatamente il primo allarme di Depressione Tropicale 23.
La depressione tropicale intensificò la sua forza nei pressi dell'isola di Chuuk, anche se inizialmente la sua formazione fu impedita dalla Tempesta Tropicale Roger. La Reconnaissance Aircraft fornì il percorso della circolazione superficiale, stimando la posizione dell'occhio del ciclone a circa 60 km dalla sua esatta posizione. Dopo aver vagabondato erraticamente per diversi giorni, l'8 ottobre 1979 Tip deviò verso nord-ovest dalla sua rotta abituale. Da quel momento la Tempesta Tropicale Roger venne classificata come ciclone extratropicale e si fuse lentamente con Tip. Infine un'area depressionaria troposferica tropicale si mosse a nord dell'isola di Guam, fornendo a Tip un eccellente canale.
Inizialmente per il ciclone fu previsto un percorso verso nord-est, con approdo sull'isola di Guam in data 9 ottobre. Tip deviò invece verso est, passando 45 km a sud dell'isola. Verso la sera dello stesso giorno, Tip intensificò la sua forza, acquisendo lo status di Tifone.

## Ciclogenesi

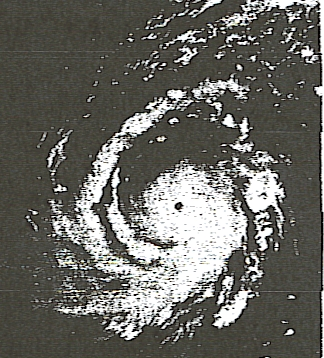
Il tifone in prossimità del suo picco di intensità

Il risultato di tali coincidenze fu una promettente condizione per lo sviluppo di un ciclone tropicale, per cui Tip si intensificò rapidamente nelle calde acque dell'Oceano Pacifico. Verso la sera del 10 ottobre 1979 raggiunse la categoria 4 sulla scala Saffir-Simpson e il giorno dopo divenne un Super Tifone. La pressione atmosferica nell'occhio del ciclone precipitò dal 9 all'11 ottobre di 92 mbar e il suo diametro raggiunse la dimensione record di 2.220 km. Il tifone si intensificò ulteriormente e nel mattino del 12 ottobre la Reconnissance Aircraft raggiunse il centro del tifone a 840 km a ovest-nordovest di Guam e registrò la più bassa pressione mai misurata al mondo: 870 mbar, con venti di 305 km/h.
Al picco della sua intensità la temperatura all'interno dell'occhio del ciclone Tip era di 30 °C e venne considerata eccezionalmente alta. Un ufficiale della Reconnissance Aircraft descrisse la presenza nell'occhio del ciclone di un'insolita "striatura" a doppia elica a forma di spirale dalla base alla cima del muro di nubi. Dopo aver raggiunto il picco della sua intensità, Tip si indebolì con venti a 230 km/h, proseguendo con questa forza per diversi giorni verso ovest-nordovest. Dopo cinque giorni il raggio d'azione dei venti superiori a 55 km/h raggiunse la considerevole cifra di 1.100 km.
Il 17 ottobre Tip iniziò a indebolirsi definitivamente e, contemporaneamente, ridusse la sua dimensione. Il giorno successivo deviò la sua traiettoria verso nord-est sotto l'influenza di una depressione di medio livello. Dopo essere passato 65 km ad est di Okinawa, il tifone intensificò la velocità di prua a 75 km/h e il 19 ottobre approdò in Giappone sull'isola di Honshū, con venti a 130 km/h. Il tifone continuò rapidamente la sua corsa verso nord-est attraverso il paese, indebolendosi a ciclone extratropicale a nord di Honsū dopo poche ore dall'approdo. Il residuo extratropicale di Tip continuò verso nord-est, prima di perdere la sua identità il 21 ottobre ad est della penisola della Kamčatka.

## Danni e conseguenze

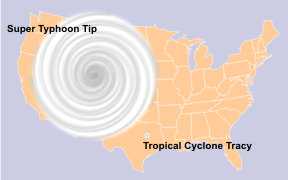
Il tifone Tip e il ciclone Tracy, il più grande e il più piccolo ciclone tropicale finora registrati, a confronto con gli Stati Uniti. Immagine proveniente dagli archivi del NOAA

All'inizio del suo ciclo vitale il tifone Tip produsse intensi acquazzoni nelle vicinanze dell'isola di Guam, misurate presso la Andersen Air Force Base in 23,1 mm di pioggia. Le regioni esterne alla vasta circolazione depressionaria produssero deboli piogge sulle regioni montane delle Filippine nell'isola di Luzon.
Durante il suo cambiamento di rotta, il tifone passò circa 65 km ad est di Okinawa, ove si registrarono venti sostenuti a 72 km/h con raffiche a 112 km/h. Venti sostenuti si abbatterono anche sul Giappone, facendo ritenere una imminente diminuzione della sua forza. Il passaggio del tifone sull'arcipelago causò milioni di dollari di danni sia nell'agricoltura che nell'industria ittica del paese. Otto navi affondarono o si arenarono a causa di Tip, causando 44 tra morti e dispersi tra i pescatori. Un piroscafo cinese si spezzò a metà a causa delle forti mareggiate e 46 persone tra passeggeri e uomini degli equipaggi furono tratti in salvo.
Pesanti acquazzoni con successive inondazioni colpirono Camp Fujii, un campo di addestramento dei Marines nei pressi di Yokosuka. A causa di un incendio morirono 30 marine e 68 rimasero feriti, con danni moderati alle strutture, ma alcune caserme, precisamente quindici, vennero distrutte assieme ad altri edifici. In ricordo dei deceduti venne costruito un memoriale. Gli acquazzoni causarono inoltre sulle montagne del Giappone 600 feriti, mentre le inondazioni causarono 22.000 senzatetto, 42 morti, 71 dispersi e 283 feriti.

## Record e statistiche meteorologiche
Il tifone Tip fu il più vasto ciclone tropicale della storia moderna con un diametro di 2.200 km, quasi il doppio del precedente record di 1.126 km, siglato dal tifone Marget dell'agosto 1951. Tip fece registrare anche il record di bassa pressione con 870 mbar, inferiore al precedente raggiunto dal super tifone June del 1975. I ricercatori moderni si sono spesso domandati se il record di Tip fosse giustificato. Dopo dettagliati studi tre ricercatori dichiararono che due super tifoni, e precisamente Angela del 1995 e Gay del 1992, avevano fatto registrare un maggior numero di Dvorak del supertifone Tip, presumendo per entrambi, o per uno dei due una pressione inferiore a quella di Tip. Inoltre il ciclone Monica del 2006 fece registrare una stima Dvorak di 869 mbar. Tuttavia, a causa della mancanza di osservazioni dirette, non si sa se Tip sia in grado di mantenere il record di pressione più bassa.